# Stephen Noteboom
Stephen Noteboom (Geldrop-Mierlo, 31 luglio 1969) è un ex tennista olandese.

## Carriera
In carriera ha vinto due titoli di doppio, l'Ordina Open nel 1994, in coppia con Fernon Wibier, e il BMW Open nel 1996, in coppia con Lan Bale. Nei tornei del Grande Slam ha ottenuto il suo miglior risultato raggiungendo il terzo turno nel doppio all'Open di Francia nel 1996, agli Australian Open nel 1997 e a Wimbledon sempre nel 1997.

## Statistiche

### Doppio

#### Vittorie (2)
| Numero | Anno           | Torneo                      | Superficie  | Compagno      | Avversari in finale            | Punteggio     |
| 1.     | 12 giugno 1994 | Ordina Open, Rosmalen       | Erba        | Fernon Wibier | Diego Nargiso Peter Nyborg     | 6-3, 1-6, 7-6 |
| 2.     | 5 maggio 1996  | BMW Open, Monaco di Baviera | Terra rossa | Lan Bale      | Olivier Delaître Diego Nargiso | 4-6, 7-6, 6-4 |